# Dean Jagger
Dean Jeffries Jagger (Columbus Grove, Ohio, 7. studenoga 1903. – Santa Monica, Kalifornija, 5. veljače 1991.) bio je američki filmski, kazališni i televizijski glumac koji je osvojio Oscara za najboljeg sporednog glumca za ulogu u filmu Polijetanje usred dana (1949.).  

## Filmografija
Do svoje smrti 1991. godine Dean Jagger glumio je u mnogo televizijskih serija i filmova.  
- The Woman from Hell (1929.)
- College Rhythm (1934.)
- Wings in the Dark (1935.)
- Home on the Range (1935.)
- Thirteen Hours by Air (1936.)
- Revolt of the Zombies (1936.)
- Exiled to Shanghai (1937.)
- Escape by Night (1937.)
- Brigham Young (1940.)
- Western Union (1941.)
- The Men in Her Life (1941.)
- Valley of the Sun (1942.)
- The Omaha Trail (1942.)
- The North Star (1943.)
- When Strangers Marry (1944.)
- Alaska (1944.)
- I Live in Grosvenor Square (1945.) (Američki naziv: A Yank in London)
- Sister Kenny (1946.)
- Pursued (1947.)
- Driftwood (1947.)
- C-Man (1949.)
- Twelve O'Clock High (1949.)
- Sierra (1950.)
- Dark City (1950.)
- Rawhide (1951.)
- Warpath (1951.)
- My Son John (1952.)
- Denver and Rio Grande (1952.)
- It Grows on Trees (1952.)
- The Robe (1953.)
- Executive Suite (1954.)
- Private Hell 36 (1954.)
- White Christmas (1954.)
- Bad Day at Black Rock (1955.)
- The Eternal Sea (1955.)
- It's a Dog's Life (1955.)
- Red Sundown (1955.)
- On the Threshold of Space (1956.)
- X the Unknown (1956.)
- Three Brave Men (1956.)
- The Great Man (1956.)
- Bernardine (1957.)
- Forty Guns (1957.)
- The Proud Rebel (1958.)
- King Creole (1958.)
- The Nun's Story (1959.)
- Cash McCall (1960.)
- Elmer Gantry (1960.)
- Parrish (1961.)
- The Honeymoon Machine (1961.)
- Billy Rose's Jumbo (1962.)
- First to Fight (1967.)
- Firecreek (1968.)
- Day of the Evil Gun (1968.)
- Smith! (1969.)
- The Lonely Profession (1969., televizijski film)
- The Kremlin Letter (1970.)
- The Brotherhood of the Bell (1970., televizijski film)
- Vanishing Point (1971.)
- Incident In San Francisco (1971., televizijski film)
- The Hanged Man (1974., televizijski film)
- End of the World (1977.)
- Game of Death (1978.)
- Alligator (1980.)
- Evil Town (1987.)

## Vanjske poveznice
- [neaktivna poveznica] at L. Tom Perry Special Collections, Brigham Young University